# 코드 기아스 부활의 를르슈
《코드 기아스: 부활의 를르슈》(コードギアス 復活のルルーシュ, CODE GEASS: LELOUCH OF THE RE;SURRECTION)는 일본에서 제작된 타니구치 고로 감독의 2019년 애니메이션, SF 영화이다. 후쿠야마 쥰 등이 주연으로 출연하였다. 선라이즈가 만든 일본의 애니메이션 영화로서 120개 이상의 국가에서 상영되었다. 2019년 2월 9일 일본에서 초연되었다. 코드 기어스 애니메이션 시리즈에 기반을 둔다. 미국에서는 2019년 5월 5일 제한적으로 상영되었다.

## 출연

### 주연
- 후쿠야마 쥰 : 를르슈 역
- 노가미 유카나 : C.C. 역
- 사쿠라이 타카히로 : 스자쿠 역
- 나즈카 카오리 : 나나리 역

### 조연
- 코시미즈 아미 : 카렌 역
- 시라토리 테츠 : 로이드 역
- 아라이 사토미 : 사요코 역
- 토다 케이코 : 샴나 역
- 무라세 아유무 : 샤리오 역
- 오오츠카 아키오 : 포그너 역
- 시마자키 노부나가 : 셰스탈 역
- 타카기 와타루 : 비틀 역
- 츠다 켄지로 : 크쟈파트 역

## 기타
- 흥행 수준도 나쁘지 않고 평가도 좋은 편이라, 미련이 남은 팬들의 속편을 기대하는 목소리가 높은 편. 일단 감독 인터뷰로는 를르슈에 대한 이야기는 이걸로 마무리하고 코드기아스는 시리즈로 이어지게 한다는 말이 있는거 보면 차기작은 예정되어 있는것 같다. 쿠키 영상을 보면 어느 정도 후속작을 염두에 둔 느낌이 있다. 실제로 10주년을 맞아 나오는 후속작들이 TVA R2가 아니라 본작을 기반으로 하는 세계관으로 분기되어 나오는데 대표적으로 코드 기아스: 탈환의 로제가 있다.